# Бен-Авигдор
Бен-Авигдор (литературный псевдоним; настоящие имя и фамилия Авраам Лейб Шалкович) (1866, Желудок, Виленская губерния — 23 сентября 1921, Карлсбад, Чехия) — еврейский писатель, издатель, один из первых популяризаторов литературы на иврите. Один из ярких представителей еврейской литературы эпохи расцвета «Хибат Цион».

## Биография
Родился в ортодоксальной семье Авигдора и Хаи-Ривы Шалковичей. Получил традиционное еврейское образование в хедере Дятлово и иешивах Литвы. В 1888 переехал в Ковно, где изучал иностранные языки, параллельно занимался преподаванием. С 1889 печатался в газете «Ха-Мелиц». В 1890 перебрался в Вильно, вступив в тайное общество «Бней Цион» (в 1891 поселился в Варшаве и был назначен секретарём организации). В 1891-93 издавал дешёвую популярную серию книг на иврите «Сифрей агора», которая имела большой успех у читающей публики. В 1893 основал в Варшаве издательство «Ахиасаф», в 1896 вышел из него и основал книгоиздательство «Тушия» (совместно с Абой Балошером), сыгравшее крупную роль в развитии еврейской литературы.

Издал двести выпусков «Еврейской библиотеки», большое количество учебников и книг для детей («Детская библиотека»); он принимал участие также в основании и редактировании детских журналов «Олам Катан» и «Ханеурим», педагогического журнала «Ха-Педагог», и изданий на идише «Фольксцайтунг» и «Юдише Фрайевельт». При его участии возобновилась газета «Ха-Зман» в Вильне. В 1913 основал издательство «Ахисефер».

 Его именем названа улица в Тель-Авиве

## Произведения
- «Лея мохерет хадагим» («Лия —рыботорговка»)
- «Ахава ве-хова» («Любовь и долг»)
- «Шней хеционот» («Две аллегорические картины»)
- «Раби Шифра»
- «Менахем ха-софер» («Менахем литератор»)
- «Анийим меушарим» («Счастливые нищие»)
- «Лифней арба меот шана» («Четыреста лет назад»)